# Кардинал Рішельє (фільм, 1935)
Кардинал Рішельє (англ. Cardinal Richelieu) — американська історична мелодрама режисера Роуленда В. Лі 1935 року.

## Сюжет
Хитрий кардинал Рішельє повинен зберегти короля Людовик XIII від зради в його найближчому оточенні.

## У ролях
- Джордж Арлісс — кардинал Рішельє
- Морін О'Салліван — Ленор
- Едвард Арнольд — Людовик XIII
- Сізар Ромеро — Андре де Понс
- Дагласс Дамбрілл — Барадас
- Френсіс Лістер — Гастон
- Хеллівелл Хоббс — отець Джозеф
- Віолет Кембл Купер — королева Марія
- Кетрін Александр — королева Анна